# Hope Portocarrero

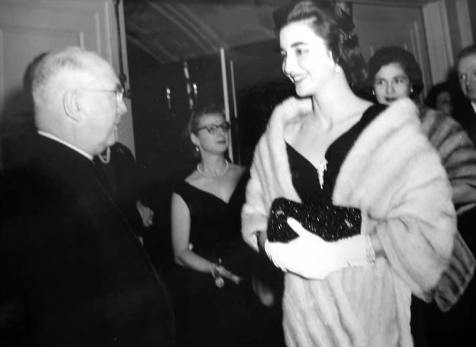
Hope Portocarrero

Hope Portocarrero Somoza Baldocchi (* 28. Juni 1929 in Tampa, Florida; † 5. Oktober 1991 in Miami, Vereinigte Staaten) war die Ehefrau von Anastasio Somoza Debayle, der Präsident von Nicaragua von 1967 bis 1972 und von 1974 bis 1979 war. Ihr Ehemann bildete das vorletzte Glied des Somoza-Clans, der seit 1934 das Präsidentenamt innehatte.

## Leben
Sie war die Tochter von Nestor Portocarrero Gross und Blanca Debayle de Portocarrero und gehörte zu den reichsten Familien Nicaraguas. In ihrem Stammbaum befanden sich spanische, italienische, französische und deutsche Vorfahren.
Sie war in den Vereinigten Staaten aufgewachsen, sprach fließend Spanisch, Englisch, Italienisch und Französisch und schloss kunstinteressiert das Barnard College in New York City ab.
Am 10. Dezember 1950 heiratete sie Anastasio Somoza Debayle, den zweiten Sohn des damaligen Präsidenten Nicaraguas, Anastasio Somoza Garcías und Oberbefehlshabers der Nationalgarde. Die Hochzeit wurde in der Kathedrale von Managua zelebriert mit über 4.000 geladenen Gästen unter der Leitung des Erzbischofs von Managua, Jose Antonio Lezcano. Mit Anastasio Somoza Debayle hatte sie die fünf Kinder Anastasio, Julio, Carolina, Carla, und Roberto.
Als ihr Mann durch den frühen Tod seines Bruders Luís Somoza Debayle zum Präsidenten Nicaraguas gewählt wurde, avancierte sie zur Ersten Dame Nicaraguas und wurde daraufhin zur Stilikone des Landes. In dieser Zeit übernahm sie an der Seite ihres Mannes diverse diplomatische Aufgaben, wie u. a. den Besuch bei Richard Nixon oder den des Tennō Hirohito. Auch übernahm sie in der Junta Nacional de Asistencia y Previsión Social (Gemeinschaft für nationale Sozialsicherheit) die Präsidentschaft. Unter ihrer Ägide wurde das nicaraguanische Nationaltheater, das nationale Musikkonservatorium, die Kulturkammer, das Generalarchiv der Nationalbibliothek, das Nationalmuseum, ein Kinderkrankenhaus, die Frauenklinik von Managua und das Waisenhaus „The Hope“ gebaut.
Zum Ende der 70er Jahre entfremdeten sich die Eheleute und Hope siedelte nach London über, wo sie nach der Ermordung Anastasios Archie Baldocchi heiratete, der ein reicher Salvadorianer war.
Sie starb 1991 in Miami an Krebs.
| Personendaten    | Personendaten                                            |
| ---------------- | -------------------------------------------------------- |
| NAME             | Portocarrero, Hope                                       |
| ALTERNATIVNAMEN  | Portocarrero Somoza Baldocchi, Hope (vollständiger Name) |
| KURZBESCHREIBUNG | nicaraguanische Präsidentengattin                        |
| GEBURTSDATUM     | 28. Juni 1929                                            |
| GEBURTSORT       | Tampa                                                    |
| STERBEDATUM      | 5. Oktober 1991                                          |
| STERBEORT        | Miami                                                    |